# 聖士提反堂中學
聖士提反堂中學（英語：St. Stephen's Church College）是香港一所文法中學，直屬於香港聖公會聖士提反堂，創校於1968年8月。位於西營盤薄扶林道及西半山般咸道之間，鄰近薄扶林，與香港大學本部大樓和63 Pokfulam直接相對。屬於第二組別的一所中學。現任校長為麥偉麟先生。
自創校以迄1998年7月採用英語作為授課媒介；1998年9月起實施母語教學，該屆中一班級及其後入學之新生，皆接受以中文為授課及教材語言的中學課程。

本校亦設有精英班，精英班則以英語為授課及教材語言（初中：數學、科學）（高中：數學、數學延伸單元二、物理、化學和生物）。

## 場所及設施
學校地址：香港薄扶林道62號。
學校組別：第二組別
校園有課室25間，校內備有教學資源中心、圖書館與自學角、實驗室、電腦室、英語室、美術室、音樂室、社工室、學長室、學生會室、教堂等功能場所。
全校各教室均裝置有放映機、錄影機、投影機的設備。
| 九樓（9/F）  | 音樂室，籃球場                                             |
| 八樓（8/F）  | 視藝室，圖書館，電腦室                                     |
| 七樓（7/F）  | 化學實驗室，生物實驗室                                     |
| 六樓（6/F）  | 科學實驗室，物理實驗室                                     |
| 五樓（5/F）  | 課室，教員室                                               |
| 四樓（4/F）  | 課室，教員室                                               |
| 三樓（3/F）  | 教員室，課室                                               |
| 二樓（2/F）  | 教員室，教堂，課室                                         |
| 一樓（1/F）  | 教員室，課室                                               |
| 地下（G/F）  | 醫療室，校務處，象棋桌，小賣部，張榮岳會督紀念堂，羽毛球場 |
| 地庫（LG/F） | 大門                                                       |

| 三樓（3/F） | 課室，教員室 |
| 二樓（2/F） | 課室，教員室 |
| 地下（G/F） | 室內籃球場   |

## 學校成就

### 課外活動

#### 體育運動
足球
- 香港學界體育聯會2010-2011中學校際足球第三組(港島區)比賽 全埸總季軍
- 香港學界體育聯會2011-2012中學校際足球第三組(港島區)(男子甲組)比賽 季軍
- 香港基督教女青年會、中西區及離島青年外展社會工作隊春雷計劃之2009年冬季友誼賽 冠軍

籃球
- 香港學界體育聯會2009-2010中學校際籃球第三組(港島區)(男子乙組)比賽 亞軍
- 香港學界體育聯會2010-2011中學校際籃球第三組(港島區)(男子甲組)比賽 季軍
- 香港基督教女青年會、中西區及離島青年外展社會工作隊迎東亞運籃球挑戰賽 亞軍

乒乓球
- 香港學界體育聯會2009-2010中學校際乒乓球第三組(港島區)(男子乙組)比賽 季軍
- 香港學界體育聯會2012-2013中學校際乒乓球第三組(港島區)(男子甲組)比賽 季軍

## 外部連結
- 聖公會聖士提反堂網頁（St Stephen's Church）
- 聖公會聖士提反堂中學（St Stephen's Church College） （页面存档备份，存于）
- Lifein.hk:聖士提反堂中學資料 （页面存档备份，存于）

22°17′06″N 114°08′18″E / 22.285119°N 114.1382255°E